# Torfbahn Alzewo
| Torfbahn Alzewo           | Torfbahn Alzewo     |
| ------------------------- | ------------------- |
| ТУ8 - №***, Feldbahn      |                     |
| Streckennetz (Stand 2013) |                     |
| Streckenlänge:            | 10 km               |
| Spurweite:                | 750 mm (Schmalspur) |
| Streckengeschwindigkeit:  | 30 km/h             |
|                           |                     |

Die Torfbahn Alzewo (russisch Узкоколейная железная дорога Альцевского/Uskokoleinaja schelesnaja doroga Alzeskowo torfopredprijatija; auch Torfbahn Alzewo) ist eine nichtöffentliche Schmalspurbahn in der Oblast Nischni Nowgorod in Russland, Pischma.

## Geschichte
Die nach der Projektierung ab 1962 und Baubeginn 1964 im Jahr 1966 eröffnete Strecke mit einer Spurweite von 750 mm verbindet die Siedlung städtischen Typs Pischma mit dem Torfmoorgebiet Alzewski Moch, nach dem der heutige Betreiber Alzewo-torf (russisch ООО «Альцево-торф», GmbH) benannt ist. Sie dient der Beförderung von Torf in die 2005 erbaute neue Torfverarbeitungsfabrik (Torfwerk) sowie von Arbeitern.

## Fahrzeuge
Diesellokomotiven
- ТУ8 - №***
- ТУ6А - №0310

Wagen
- Kesselwagen
- Flachwagen
- Offener Güterwagen ТСВ6А für Torf
- Personenwagen

Bahndienstfahrzeuge
- Schneepflug
- Gleisbaukran ППР
- Fahrbares Kraftwerk ЭСУ2а

## Galerie

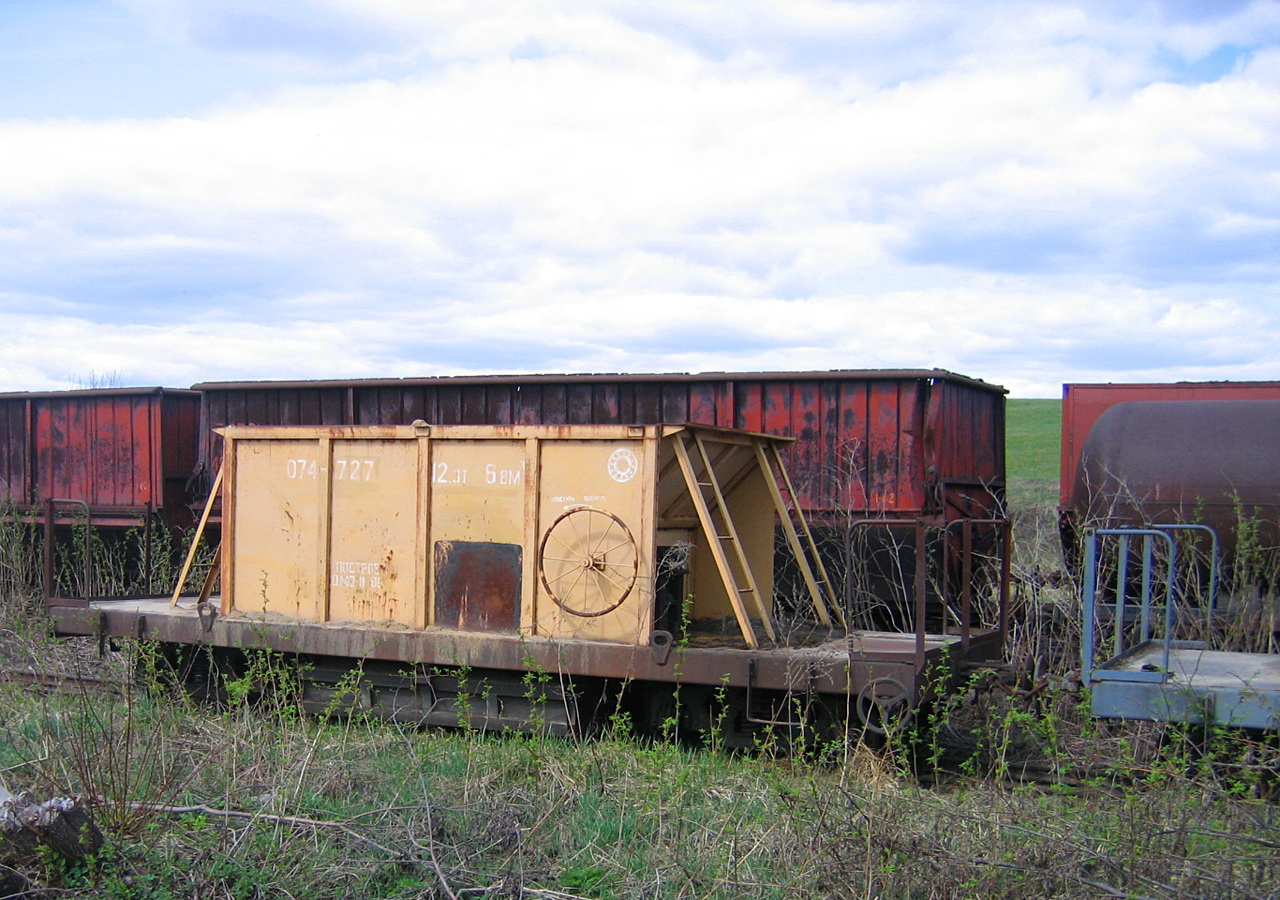
Offener Güterwagen
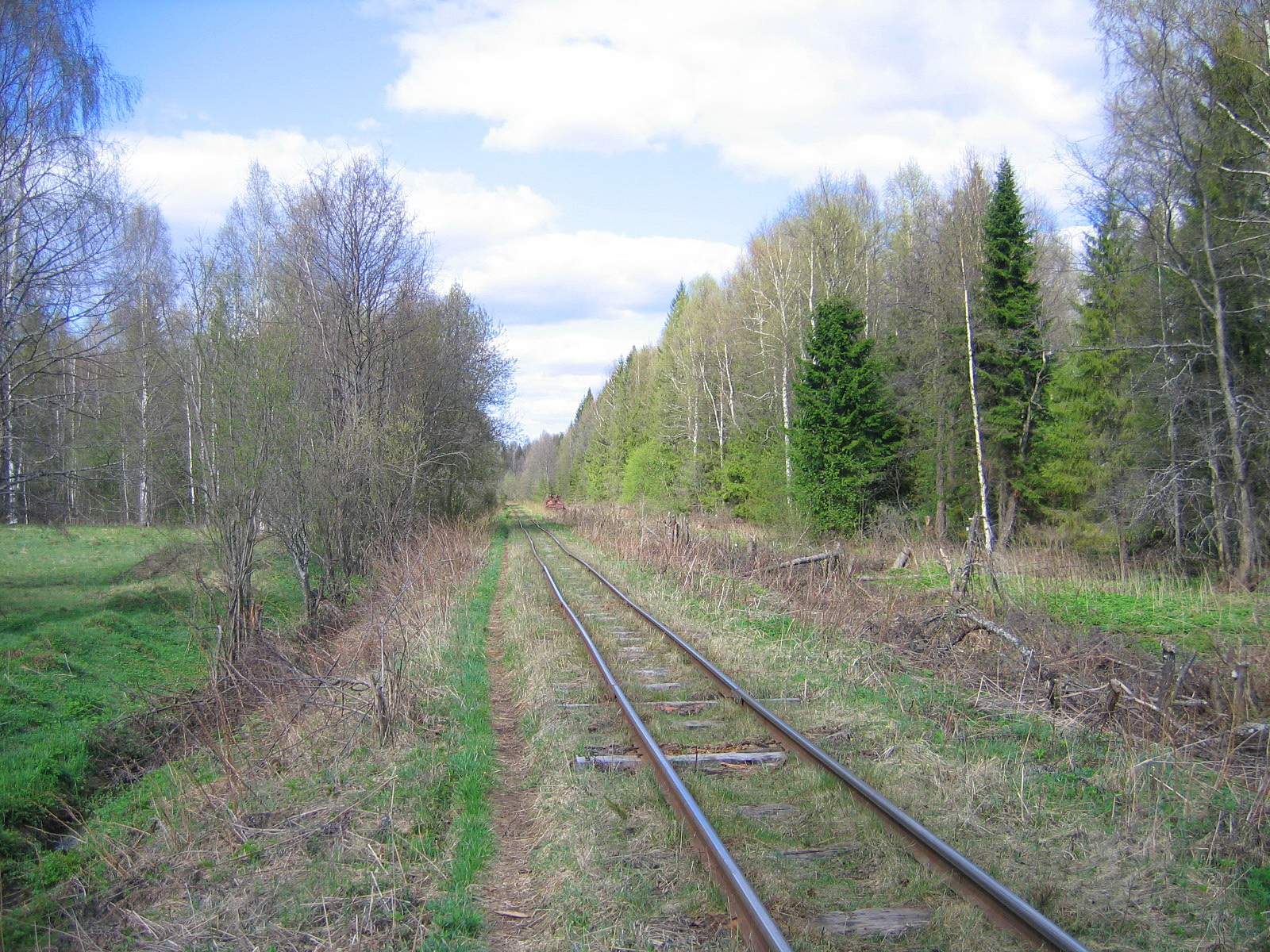
Torfbahn
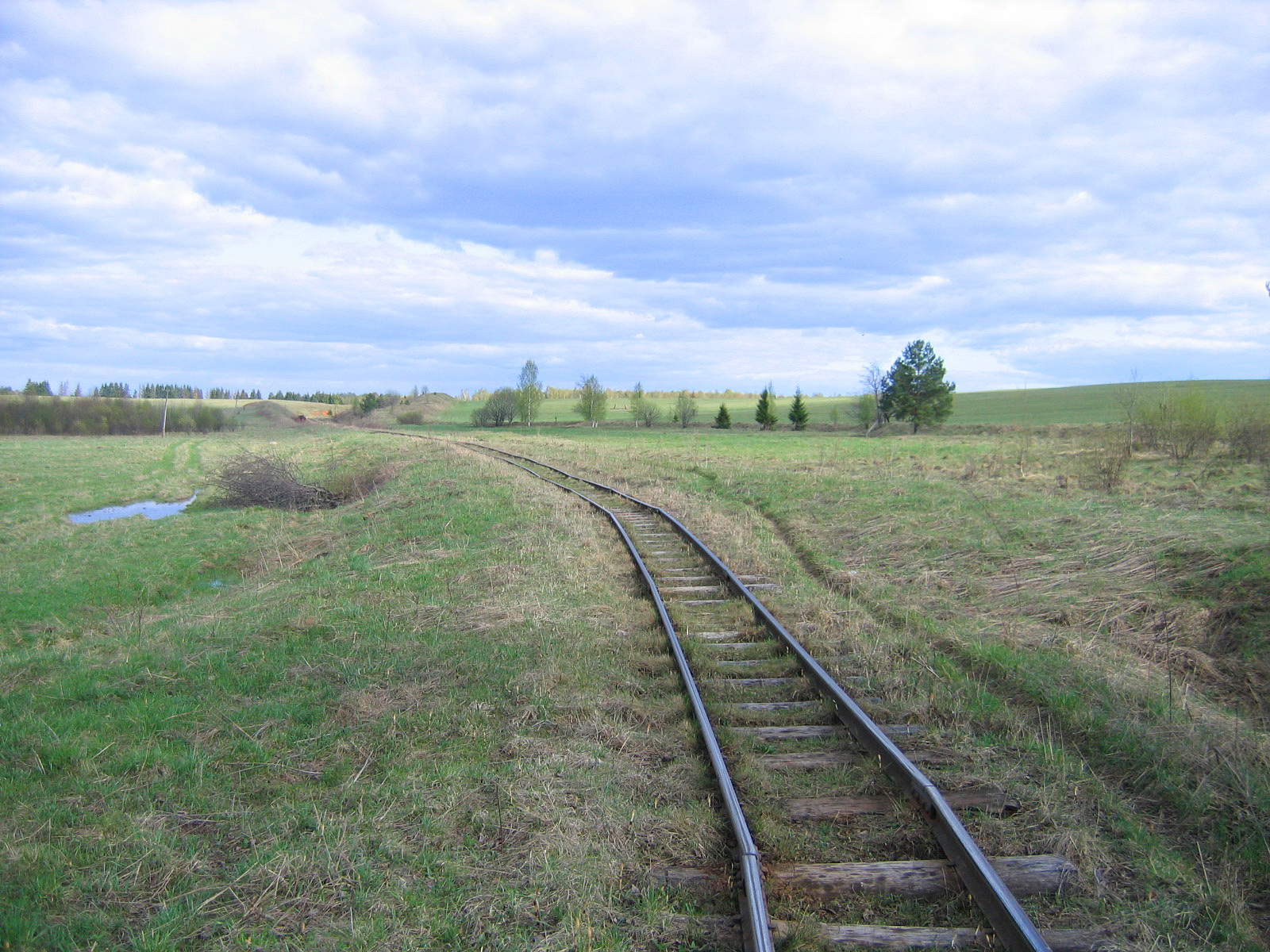
Torfbahn
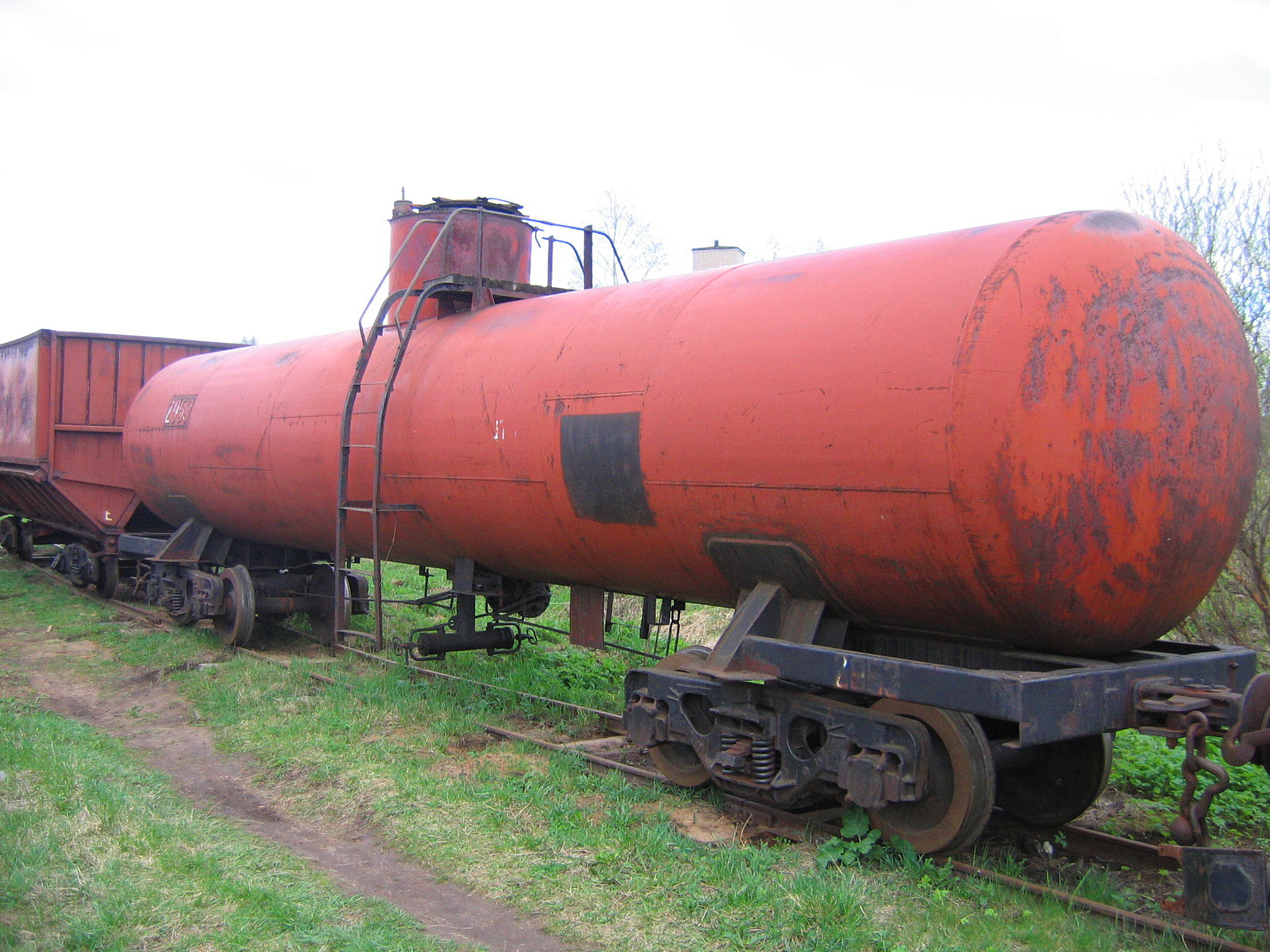
Kesselwagen
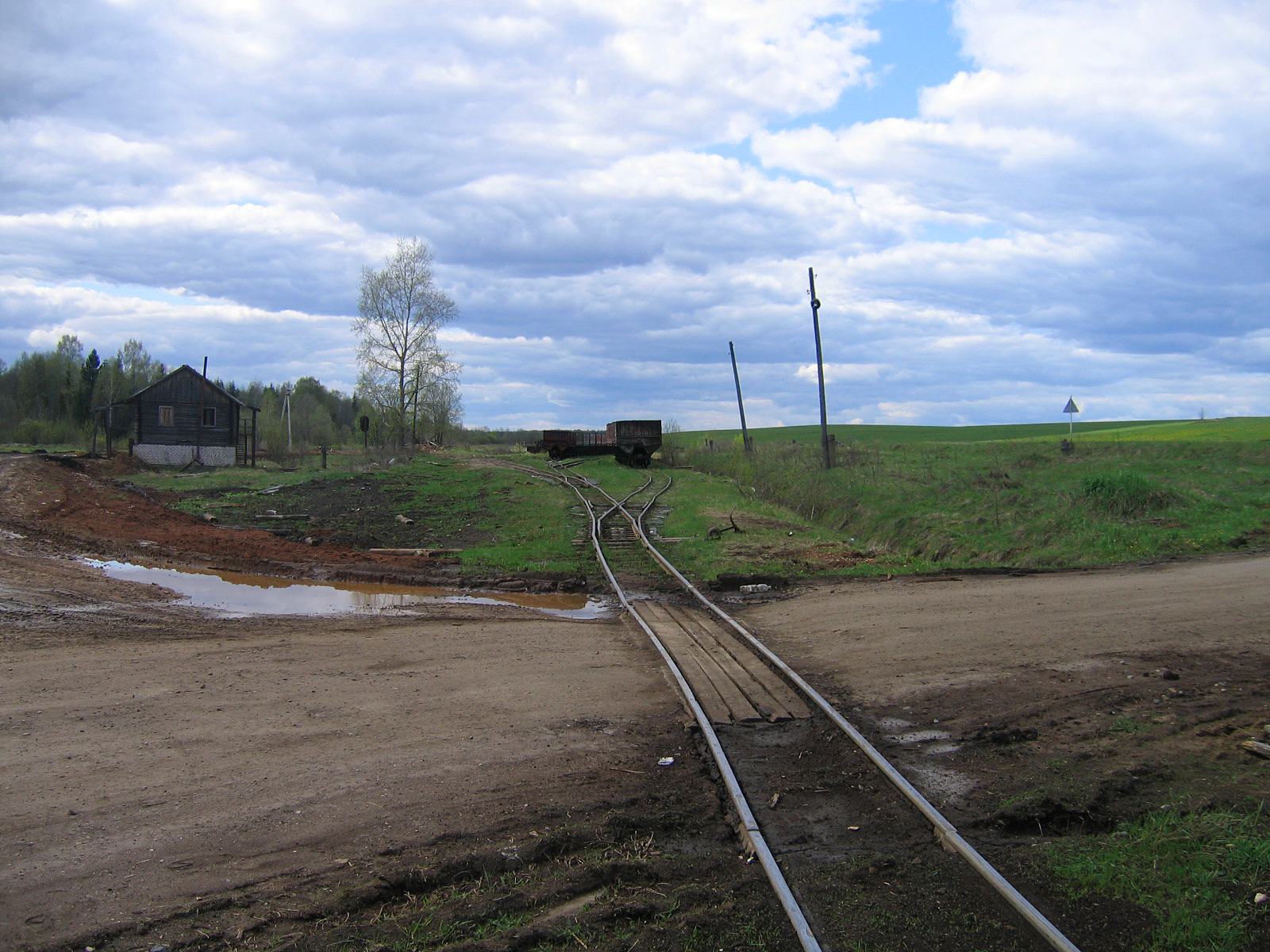
Offener Güterwagen
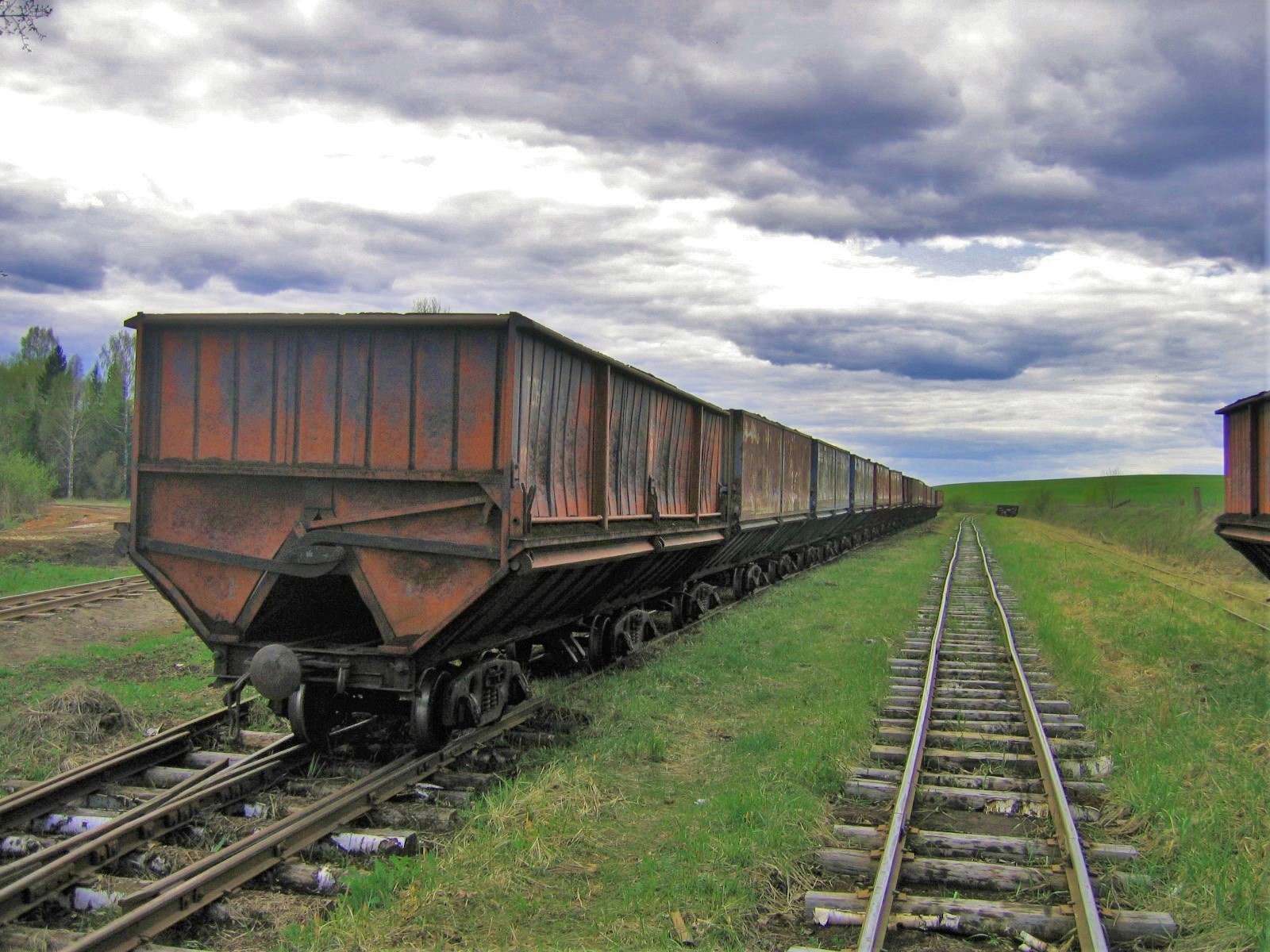
ТСВ6А für Torf
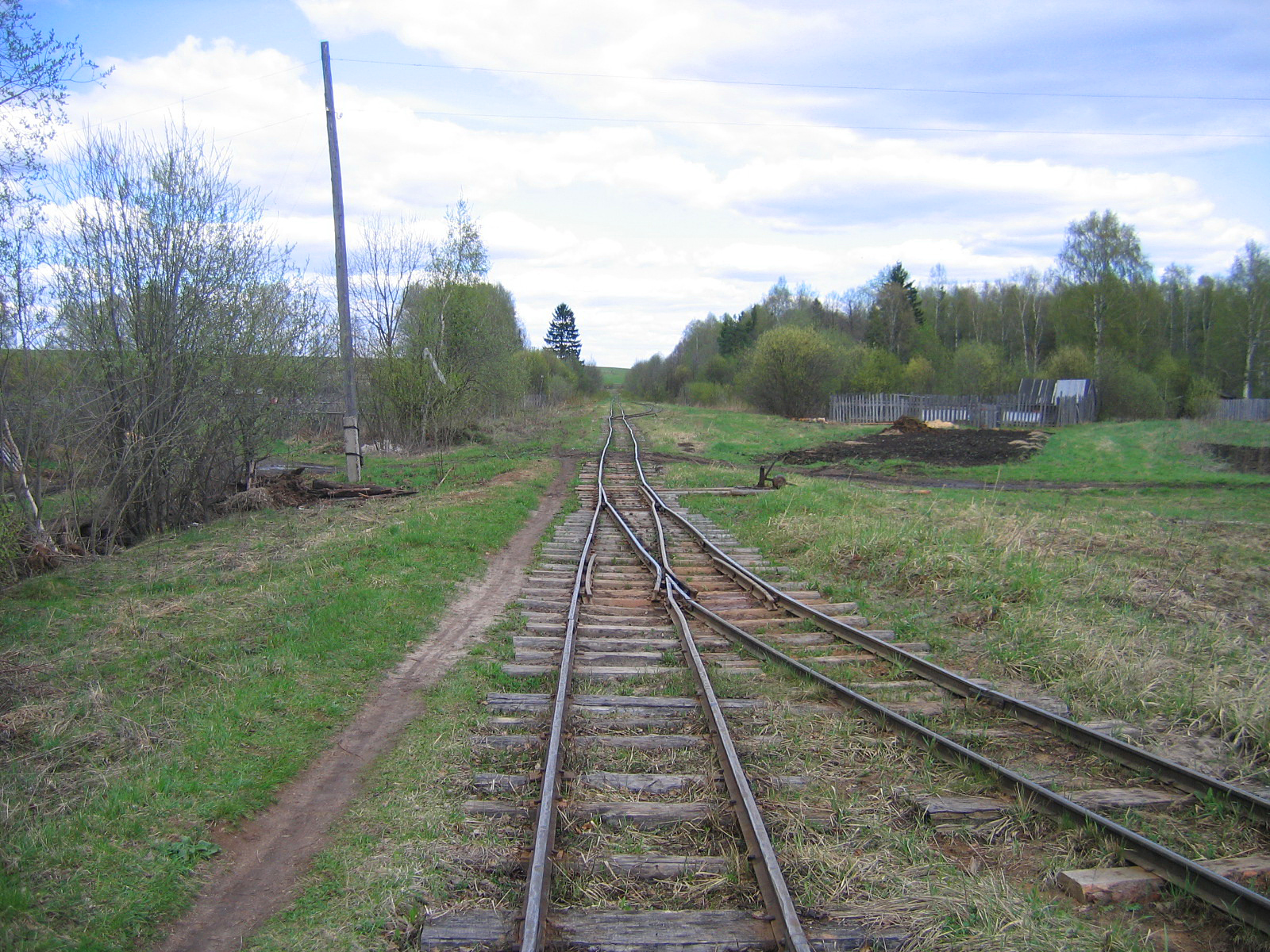
Torfbahn
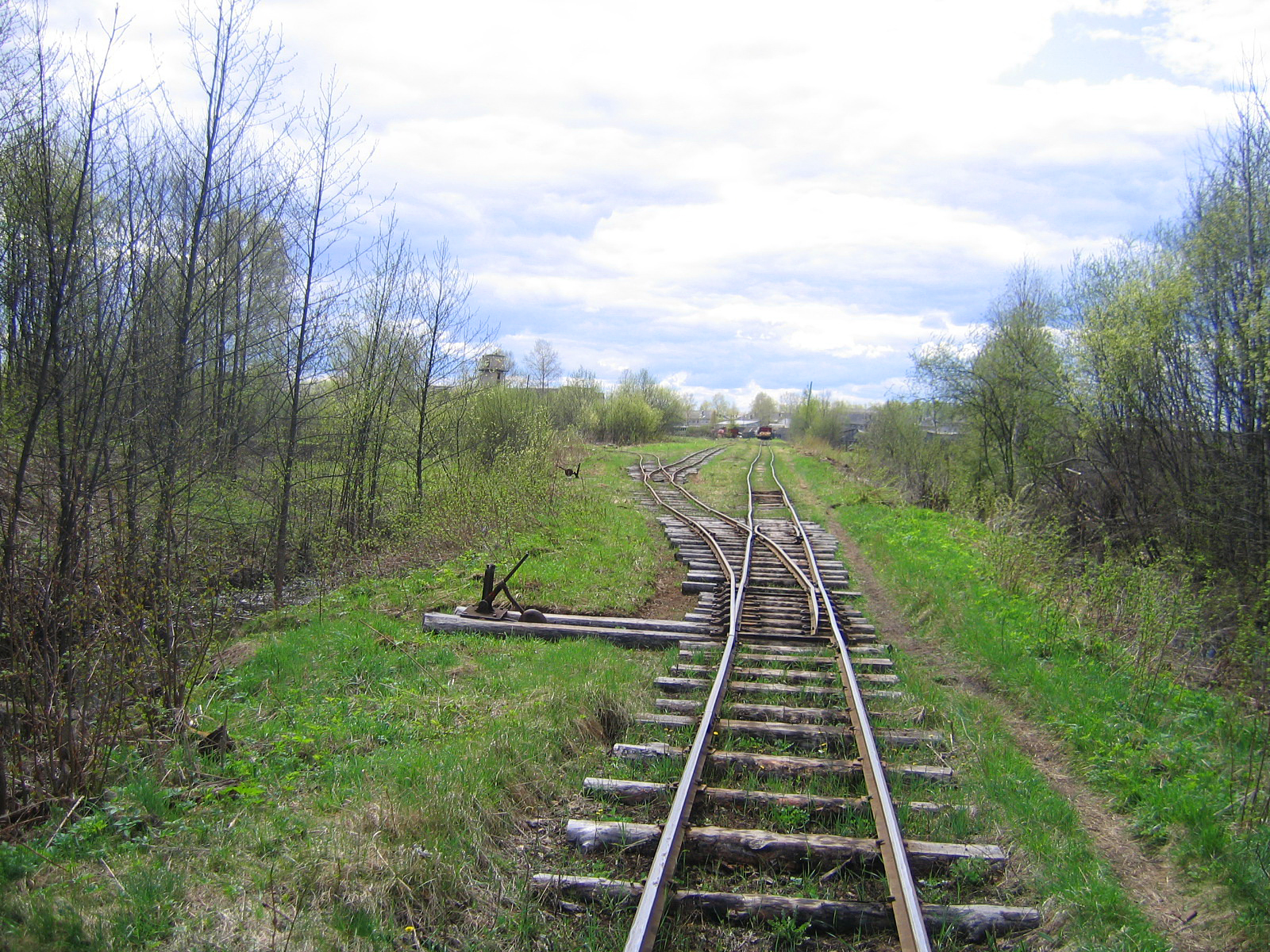
Torfbahn